# Rhionaeschna multicolor
Rhionaeschna multicolor – gatunek ważki z rodziny żagnicowatych (Aeshnidae) blisko spokrewniony z Rhionaeschna mutata. Występuje w Ameryce Północnej (Meksyk i Stany Zjednoczone). Długość ciała 65–72 mm. Rozmnaża się w zbiornikach z wodą stojącą lub wolno płynącą. Imagines polują na otwartych przestrzeniach, od świtu do zmierzchu.